# نولان سويقي أجرد
نولان سويقي أجرد (الاسم العلمي:Nolana scaposa) هو نوع نباتي يتبع جنس النولان من فصيلة الباذنجانية.